# 雷穆斯冰川
68°20′S 66°43′W / 68.333°S 66.717°W
雷穆斯冰川（英語：Remus Glacier）是南極洲的冰川，位於葛拉漢地的法利埃海岸，長15公里，流經盧帕山北坡和布萊克沃爾山脈東北部，最終注入普羅維登斯灣，現時由南極條約體系管理。